# Kokushi
Kokushi (国司 (Quốc ty)), còn được đọc là Kuni no tsukasa, là một chức vụ quan lại trong lịch sử Nhật Bản, được triều đình bổ nhiệm để giám sát các hành tỉnh từ thế kỷ thứ XVIII, sau khi hệ thống Ritsuryō có hiệu lực. Tuy là một chức vụ giám sát, nhưng trên thực tế, các Kokushi nắm giữ một quyền lực đáng kể tại địa phương theo Ritsuryō, bao gồm cả quyền thu thuế. Đẳng cấp cao nhất đối với một Kokushi là Kami (守). Vì vậy, kokushi cao nhất ở Kai sẽ có danh xưng là Kai no Kami (甲斐守). Trong một số trường hợp, nếu Kami ở trong ngay trong lãnh địa của mình, ông ta buộc phải trao lại quyền của mình cho quan lại thấp hơn. Quan lại cao cấp nhất trong trường hợp này được gọi là Zuryō (受領, Thụ lĩnh).
Kokushi mất đi nhiều quyền lực của mình trong thời kỳ Mạc phủ Kamakura và tiếp tục mất nhiều hơn nữa trong thời kỳ Mạc phủ Muromachi cho shugo (thống lãnh quân sự). Trong các thời kỳ tiếp theo, đặc biệt là vào thời Edo, kokushi chỉ còn được duy trì như là một danh hiệu danh dự.